# ختان
الخِتان هي عملية خَتن قُلفَة الذَّكَر أي إزالته، وغالبًا ما يستخدم التخدير الموضعي أو المحقون موضعياً لتقليل الألم والإجهاد الفسيولوجي. عادةً ما يكون الإجراء عملية جراحية اختيارية تجرى على الأطفال والرضع كواجب ديني أو تقليد ثقافي، كما هو الحال في إسرائيل والعالم الإسلامي وعدد من الطوائف والمجتمعات المسيحية؛ أو كتدخل صحي وقائي، كما هو معمول به في العديد من دول الأنجلوسفير وأفريقيا. من الناحية الطبية، يعتبر الختان خيارًا علاجيًا للحالات الإشكالية من الشبم والتهاب الحشفة والتي لا تحل بالعلاجات الأخرى، ولالتهابات المسالك البولية المزمنة. وهو مضاد استطباب في حالات بعض تشوهات البنية التناسلية أو سوء الصحة العامة.

معدلات انتشار الختان وفقًا لمنظمة الصحة العالمية عام 2007

يُقدَّر أن الرجال المختونين يُشكلون بين 37-39% من تعداد الذكور في العالم اعتبارًا من عام 2016. يلعب هذا الإجراء دورًا مركزيًا في العديد من الثقافات والأديان. حيث إنها جزء لا يتجزأ من الديانة اليهودية والسامرية وجزءًا من تشريعهم الديني، في حين أنها ممارسة راسخة في الإسلام والعقيدة الدرزية وفي عدد من الطوائف المسيحية مثل الكنيسة القبطية الأرثوذكسية والكنيسة الإثيوبية الأرثوذكسية والكنيسة الإريترية الأرثوذكسية والعديد من الكنائس المسيحية الأفريقية. لعب الختان أيضًا دورًا مهمًا في التاريخ واللاهوت المسيحي؛ يُحتفل بختان يسوع كعيد في التقويم الليتورجي للعديد من الطوائف المسيحية، بينما كان لتعليم بولس الطرسوسي بأن الختان الجسدي غير ضروري للعضوية في العهد الجديد دوراً فعالاً في فصل المسيحية عن اليهودية. على الرغم من أن الطوائف المسيحية الرئيسية محايدة بشأن الختان حيث لا تُلزم أتباعها بها ولا تمنعهم، حيث لا تتطلبه كفريضة دينية، ولكن لا تمنعه لأسباب ثقافية أو لأسباب أخرى، إلا أن ختان الذكور يُمارس على نطاق واسع في العديد من البلدان والمجتمعات المسيحية. يُعتبر الختان أكثر شيوعًا بين المسلمين واليهود (لأسباب دينية)، وأعضاء الكنيسة القبطية والإثيوبية والإريترية الأرثوذكسية المشرقية، وفي أستراليا وكندا ونيوزيلندا وكوريا الجنوبية والولايات المتحدة وأجزاء من جنوب شرق آسيا وأفريقيا. في حين إنه نادر نسبيًا لأسباب غير دينية في أوروبا وأمريكا اللاتينية وأجزاء من جنوب أفريقيا ومعظم آسيا. بعض الديانات مثل السيخية والمندائية لا تتطلب الختان الاختياري لأتباعها وتُحظرّ تنتقد هذه الممارسة بشدة، أصل الختان غير معروف على وجه اليقين؛ أقدم دليل موثق على ذلك يأتي من مصر القديمة. تم اقتراح نظريات مختلفة حول أصل العادة بما في ذلك التضحية الدينية وكطقوس العبور بمناسبة دخول الصبي إلى مرحلة البلوغ.
يُقلل ختان الذكور من خطر الإصابة بفيروس نقص المناعة البشرية بين الرجال المغايرين جنسياً في أفريقيا جنوب الصحراء. وبالتالي، تُوصي منظمة الصحة العالمية بالنظر في الختان كجزء من برنامج شامل للوقاية من فيروس نقص المناعة البشرية في المناطق التي ترتفع فيها معدلات الإصابة بفيروس نقص المناعة البشرية؛ في حين إنَّ فَعالية استخدام الختان للوقاية من فيروس نقص المناعة البشرية في الدول المتقدمة غير واضحة. منظمة الصحة العالمية لا تُوصي بالختان للوقاية من فيروس نقص المناعة البشرية بين الرجال الذين يُمارسون الجنس مع الرجال. يرتبط الختان بمعدلات منخفضة من الأشكال المسببة للسرطان من فيروس الورم الحليمي البشري (HPV) والتهابات المسالك البولية.  كما أنه يُقلل من خطر الإصابة بسرطان القضيب عن طريق علاج الشبم بشكل فعال. تُشير الدراسات التي أُجريت على الأمراض الأخرى المنقولة جنسيًا إلى أن الختان له دور وقائي، بما في ذلك بين الرجال الذين يُمارسون الجنس مع الرجال. وجدت مراجعة عام 2010 أن عمليات الختان التي يقوم بها مقدمو الخدمات الطبية لها معدل مضاعفات نموذجي يبلغ 1.5% للأطفال وحوالي 6% للأطفال الأكبر سنًا، مع حالات قليلة من المضاعفات الشديدة. يُعد النزيف والعدوى وإزالة القلفة الزائدة أو الصغيرة جدًا من أكثر المضاعفات الحادة شيوعًا. ويُعد تضيق اللحوم من أكثر المضاعفات طويلة المدى شيوعًا. وتكون معدلات المضاعفات أعلى عندما يتم تنفيذ الإجراء من قبل عامل عديم الخبرة، أو في ظروف غير معقمة، أو في الأفراد الأكبر سنًا. لا يبدو أن الختان يؤثر على الوظيفة الجنسية.
سواء كانت هذه الفوائد الصحية تُبرر الختان الروتيني في العالم المتقدم، فإن هذا يؤدي إلى انقسام المنظمات الطبية حول الختان. خارج المناطق التي ينتشر فيها فيروس نقص المناعة البشرية/الإيدز، فإن مواقف المنظمات الطبية منقسمة؛ تعتقد منظمة الصحة العالمية وبرنامج الأمم المتحدة المشترك لفيروس نقص المناعة البشرية/الإيدز والمنظمات الطبية الأمريكية عمومًا أن الختان الاختياري للقُصر في البلدان المتقدمة يحمل فوائد صحية وقائية تفوق المخاطر الصغيرة، بينما تعتقد المنظمات الطبية الأوروبية عمومًا أنها تنطوي على مخاطر لا تُقابلها فوائدها الطبية. لا تُوصي أي منظمة طبية كبرى بحظر هذا الإجراء، مع الإجماع في جميع المؤسسات الطبية الكبرى على أن الختان الاختياري للقصر يجب أن يكون قانونيًا، ضمن اختصاص المهنيين الطبيين، وإلى حد ما يجب أن يخضع لاختيار الوالدين. وقد نوقشت المناقشات حول الفعالية الوقائية، والأخلاقيات الحيوية، والثقافة، والموافقة، وحقوق المجموعات، والحرية الدينية حول هذه الحالات.

## الآثار الصحية

### الاستطبابات
يوصي الأطباء بالختان لعلاج بعض الأمراض كالتهاب القلفة والحشفة المزمن، والتهابات المسالك البولية المتكررة لدى الذكور وتضيق القلفة.

### موانع الاستعمال
يمنع إجراء الختان طبياً في بعض الحالات مثل الأطفال الذين يعانون من بعض العيوب التناسلية الهيكلية، مثل وجود فتحة مجرى البول في غير محلها، إنحناء القضيب، لأنه في مثل هذه الحالات قد تستعمل القلفة لإجراء جراحة ترميمية . كما يمنع إجراء الختان للأطفال الخدّج وأولئك الذين ليسوا بصحة جيدة. إذا كان من المعروف أن للشخص تاريخ عائلي باضطرابات النزيف الخطيرة (الهيموفيليا )، فمن المستحسن أن يتم فحص تخثر الدم قبل الشروع في الإجراء.

### ختان الرجل ومرض الأيدز

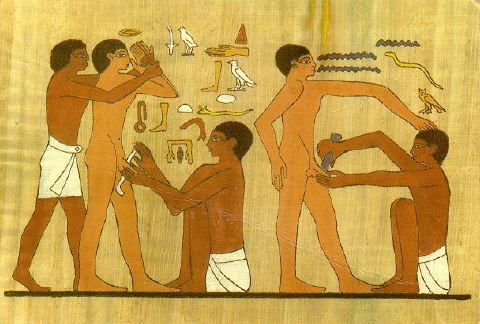
الختان عند القدماء المصريين

أظهرت دراسات حديثة أهمية الختان في تقليل خطر الإصابة بفيروس العوز المناعي البشري بنسبة قريبة للنصف، حيث بينت ذلك دراسة أجريت سنة 2006 في أفريقيا.
وقد أقرت منظمة الصحة العالمية في مارس 2007 الختان رسمياً كوسيلة للوقاية من مرض الإيدز.
كما طالب خبراء صحة من جنوب إفريقيا في شهر حزيران 2007 بإعداد برنامج للختان الجماعي، بعد أن أظهرت الدراسات أن الختان يقلص من معدل الإصابة بالفيروس المتسبب في الإيدز بنسبة 60%.حيث أن الدعوة ركزت على المواليد الذكور الجدد في المستشفيات العامة في جنوب أفريقيا.
صدرت أكثر من 40 دراسة تؤكد أن ختان الذكور يوفر حماية كبيرة ضد الإصابة بفيروس نقص المناعة؛ ففرص إصابة الشخص المختون بالمرض أقل بمرتين إلى ثماني مرات من الشخص غير المختون. فضلاً على ذلك، فإن الختان يحمي أيضاً من الأمراض الأخرى التي تنتقل بالاتصال الجنسي، مثل الزهري والسيلان. وبالنظر إلى حقيقة أن المصابين بأمراض جنسية مختلفة لديهم احتمال أعلى للإصابة بالإيدز يتراوح من مثلي إلى خمس أمثال احتمال الإصابة بفيروس نقص المناعة  فهذا يعني أن الشخص الذي أجرى الختان سيتمتع بحماية أعلى. أحد أكثر الأدلة الطبية إثارة يأتي من دراسة جديدة أجريت في أوغندا للأزواج الذين كانت زوجاتهم مصابات بالإيدز، بينما الأزواج لم يكونوا كذلك. من هؤلاء الرجال كان خمسون شخصا مختونا و 137 غير مختونين، على مدى 30 شهراً لم يصب أي من الأزواج المختونين، في حين أن 40 من الرجال غير المختونين أصيبوا خلال هذا الوقت.

### ختان الرجلوالصحة الجنسية
ذهبت أبحاث ودراسات علمية إلى إثبات أن نسبة خطر الإصابة بالأمراض الجنسية وفيروس نقص المناعة المكتسبة أثناء العملية الجنسية تكون أقل عند الذكور المختونين،
وفي إتجاه آخر، أثبتت دراسات عديدة أن نسبة الإصابة بسرطان القضيب لدى الرجال المختونين (وخصوصاً من تم ختانهم في مرحلة الطفولة) تقل بنسبة ثلاثة أضعاف مقارنة مع غير المختونين.

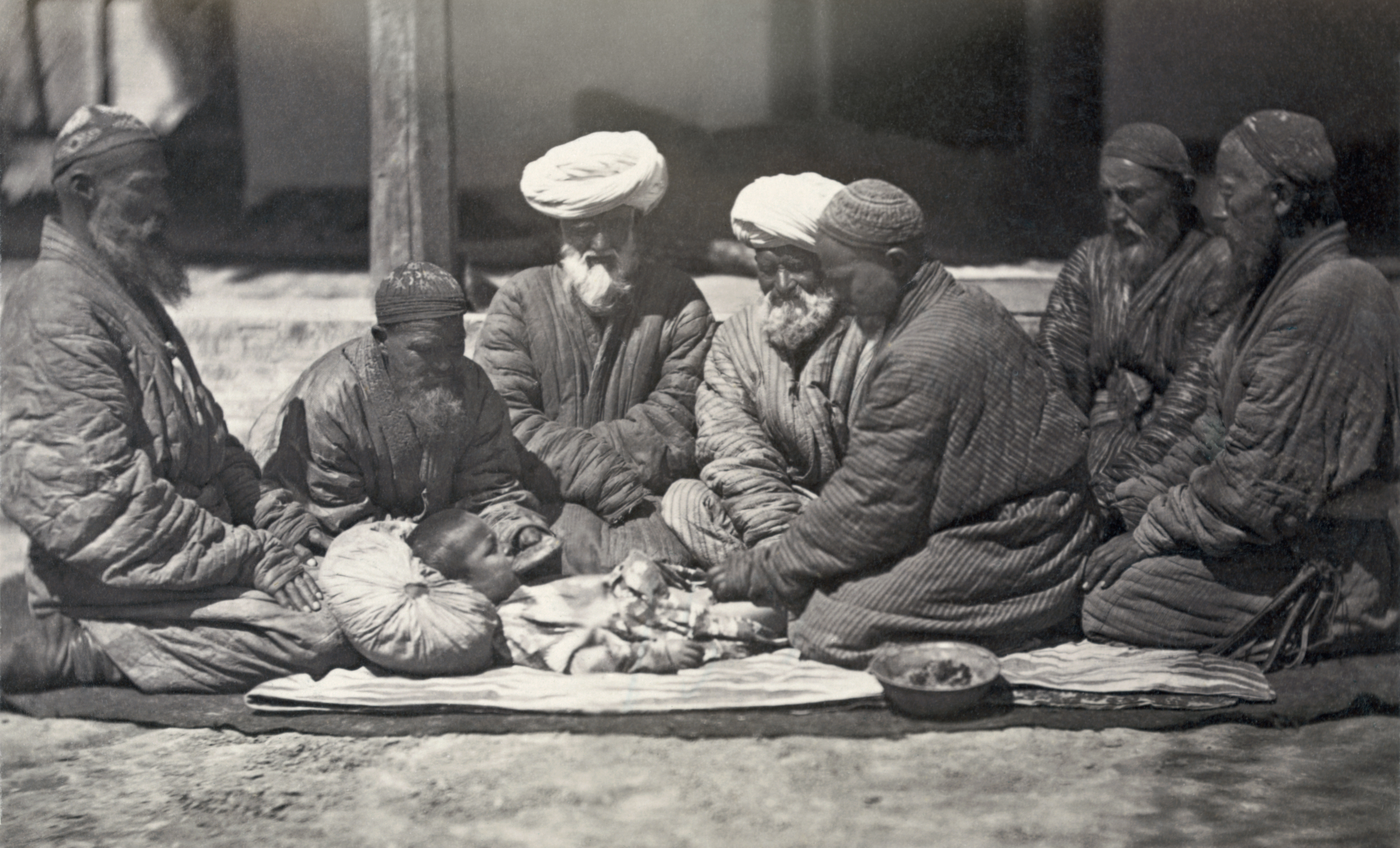
صورة لعملية ختان في آسيا الوسطى في القرن التاسع عشر

## تاريخ الختان
يُقدّر البعض بداية إجراء الخِتان بفترة 4000 قبل الميلاد  بينما يَرِدها البعض إلى النبي إبراهيم (2000 قبل الميلاد).

## في الديانات الإبراهيمية
للختان مكانة خاصة عند أصحاب الديانات الإبراهيمية.

### اليهودية
يُعتبر في اليهودية حُكماً إلهياً إذ جرى ذكره في التوراة، كما ذُكِر: «وَقَالَ اللهُ لإِبْرَاهِيم: «وَأَمَّا أَنْتَ فَتَحْفَظُ عَهْدِي، أَنْتَ وَنَسْلُكَ مِنْ بَعْدِكَ فِي أَجْيَالِهِمْ.* هذَا هُوَ عَهْدِي الَّذِي تَحْفَظُونَهُ بَيْنِي وَبَيْنَكُمْ، وَبَيْنَ نَسْلِكَ مِنْ بَعْدِكَ: يُخْتَنُ مِنْكُمْ كُلُّ ذَكَرٍ،* فَتُخْتَنُونَ فِي لَحْمِ غُرْلَتِكُمْ، فَيَكُونُ عَلاَمَةَ عَهْدٍ بَيْنِي وَبَيْنَكُمْ.* اِبْنَ ثَمَانِيَةِ أَيَّامٍ يُخْتَنُ مِنْكُمْ كُلُّ ذَكَرٍ فِي أَجْيَالِكُمْ: وَلِيدُ الْبَيْتِ، وَالْمُبْتَاعُ بِفِضَّةٍ مِنْ كُلِّ ابْنِ غَرِيبٍ لَيْسَ مِنْ نَسْلِكَ.* يُخْتَنُ خِتَانًا وَلِيدُ بَيْتِكَ وَالْمُبْتَاعُ بِفِضَّتِكَ، فَيَكُونُ عَهْدِي فِي لَحْمِكُمْ عَهْدًا أَبَدِيًّا.* وَأَمَّا الذَّكَرُ الأَغْلَفُ الَّذِي لاَ يُخْتَنُ فِي لَحْمِ غُرْلَتِهِ فَتُقْطَعُ تِلْكَ النَّفْسُ مِنْ شَعْبِهَا. إِنَّهُ قَدْ نَكَثَ عَهْدِي» (التكوين 9:17-14)».

### السامرية
مثل اليهودية، تتطلب الديانة السامرية الختان في اليوم الثامن بعد الولادة.

### المندائية
يُحظر ويمنع ممارسة الختان في المندائية، وتعتبر علامة اليهود التي أعطاها الله لإبراهيم، الختان، مكروهه من قبل المندائيين. ووفقًا للعقيدة المندائية، لا يٌمكن للرجل المختون أن يشغل منصب ككاهن مندائي.

### المسيحية

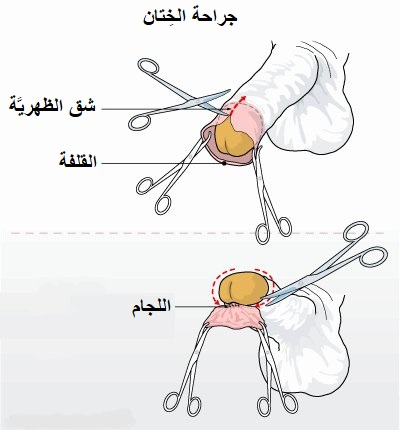
خطوات عملية الختان

رغم أن شريعة الختان قد أسقطت في العهد الجديد أي أغلب الكنائس لا تلزم أتباعها بها ولا تمنعهم، حيث لا تتطلبه كفريضة دينية، ولكن لا تمنعه لأسباب ثقافية أو لأسباب أخرى، الا أنَّ بعض الكنائس البروتستانتية والأرثوذكسية المشرقية مثل الكنيسة القبطية الأرثوذكسية وكنيسة التوحيد الأرثوذكسية الإثيوبية وكنيسة التوحيد الأرثوذكسية الإريترية وتفرض شريعة الختان على الذكور وتُعطيه بُعد ديني، تدعو كنيسة التوحيد الأرثوذكسية الإثيوبية إلى ختان الذكور، مع انتشار شبه شامل بين الرجال الأرثوذكس في إثيوبيا. يمارس الإريتريون الأرثوذكس الختان كطقوس العبور، ويختنون أبنائهم «في أي مكان من الأسبوع الأول من الولادة إلى العام الأول». وفقًا للتقاليد المسيحية الشرقية يتم ختان الأطفال من الذكور بعد ثمانية أيام من ولادتهم، أو قبل طقس المعمودية. بعض الكنائس البروتستانتية الأفريقية تلزم أتباعها من الذكور في شريعة الختان كطقس ديني من أجل العضوية في الكنيسة؛ منها الكنائس البروتستانتية في كينيا وزامبيا ومالاوي، ويعود ذلك بسبب ذكر الختان في الكتاب المقدس وبسبب ختان يسوع.
تغيّر مفهوم الختان في الكاثوليكية، حيث لم يَعُد ختان الذكور عادًة روحانيّة لتذكر بالعهد بين الله والإنسان كما في الديانة اليهودية وإنمّا أصبحت حاجة طبيّة وصحيّة فقط. ويظهر هذا من خلال موقفها حيث تتخذ الكنيسة الرومانية الكاثوليكية حاليًا موقفًا محايدًا حول ختان الذكور لأسباب صحيّة وطبيّة، في حين نددّت بالختان الديني لأعضائها في مجمع فلورنسا سنة 1442. اليوم تحتفظ الكنيسة الرومانية الكاثوليكية بموقف محايد بالنسبة للختان حيث لا تمنع أتباعها من ممارسة الختان للذكور لأسباب طبيّة أو صحيّة أو كممارسة اجتماعية، حيث تتبع الكنيسة سياسة تكييف التعاليم والممارسات المسيحية مع الثقافات المحلية.
يُمارس اليوم ختان الذكور على نطاق واسع في العديد من البلدان ذات الغالبية المسيحية (مثل الولايات المتحدة والفلبين) وبين العديد من المجتمعات المسيحيَّة في أمريكا الشمالية وأفريقيا والشرق الأوسط وآسيا وأوقيانوسيا وغيرها من المناطق، تأثرًا بالعادات الاجتماعية والثقافة السائدة. في حين أنه أقل انتشاراً بين المجتمعات المسيحية في أوروبا وأمريكا اللاتينية وشرق آسيا والهند وجزر الهند الشرقية (بإسثناء الفلبين) والكاريبي.

### الإسلام
على الرغم من أن الختان لم يأتِ ذكره في القرآن بالإضافة إلى الجدل حول ما إذا كان مطلبًا دينيًا، لكن يجري تنفيذه تقريباً من جميع المسلمين، سنةً وشيعةً على السواء، والبعض يعتبره لا غنى عنه ليكون المرء مسلما، باعتباره سنة نبوية. والمسلمون يفعلونه اتباعا للنبي إبراهيم. وقد جاء في صحيح البخاري في باب الختان من كتاب الإستئذان «عن النبي محمد قال: الفطرة خمس، الختان والاستحداد ونتف الإبط وقص الشارب وتقليم الأظافر».
لا يوجد اتفاق عبر العديد من المجتمعات الإسلامية حول السن الذي يجب إجراء الختان فيه. يُمكن إجراؤه من فترة وجيزة بعد الولادة وحتى سن 15 عامًا تقريبًا؛ وغالبًا ما يتم إجراؤه في سن السادسة إلى السابعة. يمكن أن يتوافق توقيت الختان مع اكتمال تلاوة الصبي للقرآن كاملاً، أو مع اقتراب سن الرشد مثل تحمل مسؤولية الصلاة اليومية أو الخطوبة. يمكن الاحتفال بالختان مع مناسبة عائلية أو مجتمعية. يوصى بالختان في الإسلام، ولكن لا يشترط، عند التحول إلى الإسلام.

### الدرزية
يُمارس ختان الذكور على نطاق واسع بين الدروز؛ ويُمارس هذا الإجراء كتقليد ثقافي، وليس له أي أهمية دينية في العقيدة الدرزية. ولا يوجد تاريخ محدد لهذا الفعل في الديانة الدرزية: عادةً ما يتم ختان الأطفال الذكور الدروز بعد ولادتهم بفترة وجيزة، لكن يظل بعضهم غير مختونين حتى سن العاشرة أو أكثر.  بعض الدروز لا يختنون أطفالهم الذكور، ويرفضون ممارسة هذا الطقس.